# بجيميسواف تيتون
بجيميسواف تيتون (بالبولندية: Przemysław Tytoń)‏ (4 يناير 1987 في زاموشتش، بولندا) لاعب كرة قدم بولندي يجيد اللعب في مركز حارس مرمى ويلعب حاليا في نادي آيندهوفن الهولندي منذ 2011.

## روابط خارجية
- بجيميسواف تيتون على موقع الاتحاد الدولي (مؤرشف)  (الإنجليزية)
- بجيميسواف تيتون على موقع الاتحاد الأوربي (الإنجليزية)
- بجيميسواف تيتون على موقع الدوري الأمريكي (الإنجليزية)
- بجيميسواف تيتون على موقع قاعدة بيانات كرة القدم.إي يو (الإنجليزية)
- بجيميسواف تيتون على موقع ناشيونال فوتبول تيمز (الإنجليزية)
- بجيميسواف تيتون على موقع Soccerbase.com (لاعب) (الإنجليزية)
- بجيميسواف تيتون على موقع Soccerway.com (الإنجليزية)
- بجيميسواف تيتون على موقع عالم كرة القدم.نت (الإنجليزية)
- بجيميسواف تيتون على موقع AS.com (الإسبانية)